# 榔头珊瑚
榔头珊瑚（学名：Euphyllia ancora），又名腎形真葉珊瑚，为葵珊瑚科真葉珊瑚屬下的一个种，觀賞市場有流通。
它分布於台湾、菲律宾、琉球群岛和澳洲的一种珊瑚。呈黄色或黄褐色，由波纹状板叶构成。群体一般呈半球状，触手多且密集，顶端膨胀呈新月状。